# 周荃 (立法委員)
周荃（1956年7月3日—）， 台灣臺南市人，記者出身，前立法委員，與陳癸淼、趙少康、李勝峰、郁慕明、王建煊共為新黨創黨人。
周荃的父親是浙江省江山市人，母親是台灣臺南縣人，外祖父家是臺南縣學甲鎮（今臺南市學甲區）的大家族。 1949年，周荃的父親去探望嫁到臺灣的姐姐，結果沒想到一去便不能歸。
1981年，周荃加入中視新聞女記者行列。
1993年2月22日，立委周荃在立法院質詢連戰：「臺大醫院有你打老婆的紀錄，實情如何？」郁慕明也幫周荃說：「委員的問題，連戰稱是天方夜譚，但外界一直如此傳說。周荃提了，也是給連戰說明的機會。」
1994年3月1日，周荃轉回電視業，以妹妹周菲名義開辦真相傳播，經營台灣第一家有線電視新聞頻道「真相新聞網」（TNN）。
1997年，周荃與時任台灣省議員的中國文化大學政治系教授楊泰順爭取參選臺北縣縣長，登記參選而被新黨開除黨籍，但仍執意以無黨籍身份參選。此次落選後，周荃轉回真相新聞網。不過，真相新聞網由於經費不足，在2000年代初期即告關台。
2003年7月4日，時任真相傳播董事長的周荃主動召開股東會，宣布正式辭職，也謝絕兼任董事。周荃離開真相傳播以後，選擇到北京清華大學念EMBA，開始在台海兩岸奔波的生活。

## 主播或主持的節目
| 年份                       | 頻道 | 節目                      | 備註                                                       |
| -------------------------- | ---- | ------------------------- | ---------------------------------------------------------- |
|                            | 中視 | 《熱門話題》              | 第一代主持人，接手主持者為黃晴雯                           |
|                            | 中視 | 《中視新聞 閩南語時間》   | 兼任製作人與主播                                           |
| 1982年1月17日              | 中視 | 《新聞綜藝》              | 中視新聞1982年大年初三特別節目，與張勤、熊旅揚、尹台澎主持 |
| 1989年10月30日14:00～18:00 | 中視 | 《中視關懷社會 愛心回顧》 | 中視公益節目《愛心》特別節目                               |

## 外部連結
立法院（页面存档备份，存于）

真相新聞網FaceBook專頁